# Eudistoma molle
Eudistoma molle är en sjöpungsart som först beskrevs av Friedrich Ritter 1900.  Eudistoma molle ingår i släktet Eudistoma och familjen Polycitoridae. Inga underarter finns listade i Catalogue of Life.